# Торероза (Перуђа)
Торероза је насеље у Италији у округу Перуђа, региону Умбрија.
Према процени из 2011. у насељу је живело 28 становника. Насеље се налази на надморској висини од 273 м.